# Nazionale maschile di calcio a 5 del Kirghizistan
La nazionale di calcio a 5 del Kirghizistan è, in senso generale, una qualsiasi delle selezioni nazionali di Calcio a 5 della Football Federation of Kyrgyz Republic che rappresentano il Kirghizistan nelle varie competizioni ufficiali o amichevoli riservate a squadre nazionali.
La nazionale kirghiza è tra le selezioni di più vecchia storia del calcio a 5 asiatico, non ha partecipato alle qualificazioni ai mondiali del 1992 e 1996 ma a partire dalla prima edizione del AFC Futsal Championship disputato nel 1999, la selezione centrasiatica ha disputato tutte e dieci le fasi finali, pur non ottenendo inizialmente molta fortuna. A partire dalla seconda metà del 2000 la nazionale kirghiza ha invece ottenuto buone prove ai campionati asiatici del 2005, 2006 e 2007 con un terzo posto ex aequo all'Uzbekistan e due quarti posti. Nell'edizione 2008 che portava alla qualificazione al FIFA Futsal World Championship, il Kirghizistan è rimasto fuori dal poker di squadre qualificate a causa della sconfitta nei quarti ad opera del Giappone.

## Risultati nelle competizioni internazionali

### FIFA Futsal World Championship
- 1989 - Non presente
- 1992 - Non presente
- 1996 - Non presente
- 2000 - Non qualificata
- 2004 - Non qualificata
- 2008 - Non qualificata
- 2012 - Non qualificata
- 2016 - Non qualificata
- 2021 - Non qualificata
- 2024 - Non qualificata

### AFC Futsal Championship
- 1999 - Primo turno
- 2000 - Primo turno
- 2001 - Primo turno
- 2002 - Quarti di finale
- 2003 - Quarti di finale
- 2004 - Primo turno
- 2005 - Terzo posto
- 2006 - Quarto posto
- 2007 - Quarto posto
- 2008 - Quarti di finale
- 2010 - Quarti di finale
- 2012 - Quarti di finale
- 2014 - Primo turno
- 2016 - Quarti di finale
- 2018 - Primo turno
- 2022 - Non qualificata
- 2024 - Quarti di finale